# Conco
Conco est une ancienne commune italienne située dans la province de Vicence en Vénétie. Depuis 2019, elle fait partie de la commune de Lusiana Conco.

## Géographie
L'ancienne commune est située au nord de la province de Vicence, sur le versant méridional des Préalpes vicentines. Elle comprenait les hameaux de Fontanelle, Gomarolo, Rubbio, Santa Caterina et Tortima.

## Histoire
Le 20 février 2020, Conco fusionne avec Lusiana pour former la nouvelle commune de Lusiana Conco.

## Administration
| Période                                  | Période | Identité | Étiquette | Qualité |
| ---------------------------------------- | ------- | -------- | --------- | ------- |
|                                          |         |          |           |         |
| Les données manquantes sont à compléter. |         |          |           |         |